# 刘充国
刘充国（？—？），西汉废帝兼原昌邑王刘贺的儿子，刘奉亲、刘代宗的哥哥。
神爵三年（前59年），刘贺去世，豫章太守廖奏上书朝廷说：“舜将弟弟象封在有鼻，象死之后不为他立继承人，这是因为暴乱之人不应当作为一国的始祖。海昏侯刘贺死后，上报为继承人的是他的儿子刘充国，刘充国死后，又上报他的弟弟刘奉亲，刘奉亲现在也死了，这是上天要断绝刘贺的祭祀。陛下聪明仁爱，对于刘贺的待遇很优厚，就是舜对于象的待遇也无法超过。应当按照礼制断绝刘贺的继承，以奉行天意。希望送达有关部门讨论。”朝廷大臣进行讨论后均认为不该给刘贺立嗣，于是海昏侯国被废除。
2018年，专家在海昏侯墓5号墓的墓主腰部寻获龟纽金属印，印章显示墓主的名字是刘充国，即刘贺的长子。考古人員发现刘充国遗骸长约110-120厘米，推測离世时尚为儿童。